# 李蓬
李蓬（1965年10月—），女，江西宁都人，中国分子生理学家，中国科学院院士，从事脂代谢和代谢性疾病研究，现任郑州大学校长、党委副书记。

## 生平
1987年毕业于北京师范大学，1995年取得加州大学圣地亚哥分校博士学位。
2003年担任清华大学生命科学学院教授，后来升任副院长。2015年当选中国科学院院士。2016年11月，当选发展中国家科学院院士。
2022年6月5日，受聘担任郑州大学校长，成为郑大首位女校长。

## 家庭
丈夫林圣彩也是代谢生物学家、中国科学院院士。